# Kaskantyú
Kaskantyú község Bács-Kiskun vármegye Kiskőrösi járásában.

## Fekvése
A Kiskunsági-homokháton fekszik. A települési szomszédai: észak felől Páhi, északkelet felől Orgovány, délkelet felől Bócsa, dél felől Soltvadkert, délnyugat felől Kiskőrös, nyugat felől pedig Tabdi.

### Megközelítése
Ma csak közúton közelíthető meg, Kecskemét és Kiskőrös felől a két várost összekötő 5303-as úton, Szabadszállás irányából pedig az 5217-es úton. Határszélét északnyugaton érinti még az 5301-es út is.
Régebben érintette a községet a MÁV 148-as számú vasútvonala, a kecskeméti kisvasút is, de 2009. december 13., vagyis a 2009/2010. évi menetrendváltás óta ezen a vonalon nincs személyforgalom.
A falu megközelíthető még a Volánbusz 5216-os és 5341-es számú buszjárataival is.

## Neve
A név kun eredetű. A qaçqınçıɣ szóból származik, ami azt jelenti, "mint egy szökevény".

## Története
Zily Benedek - Kachkanchiv - Kaskantyú Szállások - a maga és Halas székhez tartozó összes kunok nevében felmutatta Marczali vajda fia Jánosnak (Ő volt a kunok bírója) a pecsétjével megerősített nyílt levelet 1456.[forrás?] augusztus 16-án, melyet Mátyás király 1469.[forrás?] július 21-én a kunok részére kiadott. Ez bizonyítja, hogy Mátyás korában e településen Zily Benedek személyében előkelő kun lakott.
A török dúlás után minden elpusztult. A falu része volt a nagy Wattay uradalomnak, majd a nagy Soós birtok része volt. Az első telepítések a 19. század közepén történtek. A telepesek nagyrészt kiskőrösi és gömöri tótok voltak. Sok esetben Páhi néven szerepelt, de a községháza Kaskantyún volt.
A település parcellázása 1846-ban történt, a közigazgatás 1853-ban indult be. 1871-ben községgé nyilvánítják a települést. Igaz, hogy Páhi néven, de kaskantyúi székhellyel.
1865-ben elsőként Kaskantyún alakult meg a Kiskőrös környéki pusztákon tanyai iskola, a katolikus egyház gondozásában. Az első tanyai tanító Láng Péter volt. 1869-ben az evangélikus egyház is iskolát állított, tanerője Kurucz János cipészmester lett.
1892-ben felépült az evangélikus templom, mely iskolaként is szolgált. Érdekes, hogy a környéken ezt a templomot pusztatemplomként emlegették, hisz a kiskőrösi templomon kívül a pusztában sehol máshol nem volt evangélikus templom.
1907-ben -ellopták a községházát-, és átvitték Csengődre, ahonnan 1907-ben került Páhira, ettől az időponttól lett teljesen önálló település Csengőd, Páhi és Kaskantyú közösen alkottak egy községet.
1949. február 1-jétől Kaskantyú önálló település lett.
1964-ben felépült a Fogolykiváltó Boldogasszony titulusú római katolikus templom.
1980-ra felépült a kaskantyúi iskola, így a gyerekek központosítottan tanultak.

## Közélete

### Polgármesterei
- 1990–1994: Dózsa Péter (független)[6]
- 1994–1998: Dózsa Péter (független)[7]
- 1998–2002: Dózsa Péter (független)[8]
- 2002–2004: Dózsa Péter (független)[9]
- 2004–2006: Ujházi Zsolt (független)[10]
- 2006–2010: Ujházi Zsolt József (független)[11]
- 2010–2014: Ujházi Zsolt József (független)[12]
- 2014–2019: Ujházi Zsolt József (független)[13]
- 2019–2024: Újházi Zsolt József (független)[14]
- 2024– : Újházi Zsolt József (független)[1]

A településen 2004. október 17-én időközi polgármester-választást tartottak, az előző polgármester halála miatt.

## Népesség
A település népességének változása:
| Lakosok száma | 1019 | 1000 | 977  | 990  | 950  | 938  | 937  |
|               | 2013 | 2014 | 2018 | 2021 | 2022 | 2023 | 2024 |

A 2011-es népszámlálás során a lakosok 92,8%-a magyarnak, 0,2% cigánynak, 0,3% horvátnak, 1,3% németnek, 0,5% románnak, 0,9% szlováknak mondta magát (7,1% nem nyilatkozott; a kettős identitások miatt a végösszeg nagyobb lehet 100%-nál). A vallási megoszlás a következő volt: római katolikus 53%, református 4,3%, evangélikus 24,6%, felekezeten kívüli 4,9% (12,1% nem nyilatkozott).
2022-ben a lakosság 84,9%-a vallotta magát magyarnak, 1,6% németnek, 0,6% románnak, 0,5% ukránnak, 0,5% szlováknak, 0,3% cigánynak, 0,1% horvátnak, 1,2% egyéb, nem hazai nemzetiségűnek (14,4% nem nyilatkozott; a kettős identitások miatt a végösszeg nagyobb lehet 100%-nál). Vallásuk szerint 36,9% volt római katolikus, 17,6% evangélikus, 3,1% református, 0,3% görög katolikus, 0,1% ortodox, 0,7% egyéb keresztény, 1,6% egyéb katolikus, 6,1% felekezeten kívüli (33,3% nem válaszolt).

## Nevezetességei
- Könyvtár
- A községben két templom található: egy evangélikus és egy katolikus templom.
- Kecskeméti kisvasút
- Ősborókás és a Kiskunsági Nemzeti Park a falu határáig húzódik, melyben akár gyalogosan, akár lóháton is lehet túrázni.
- Egy több száz éves fa, ami a község címerében is helyet kapott.
- A helyi iskolában kialakított helytörténeti gyűjtemény.
- Walter Ranch western stílusú lovastanya
- A minden évben százakat megkacagtató Komédiás Kompánia, a Ropjuk a Táncot, a Szüret-elő Falunap, az adventi esték és a Mindenki Karácsonya sok látogatót vonz a településre.[forrás?] Hagyomány a falu iskolásainak betlehemes játéka, amely már évtizedek óta házról házra járva örvendezteti meg a lakosságot.

## Civil szervezetek, csoportok, egyházak
- Kaskantyú Községért Közalapítvány
- Komédiás Kompánia (színjátszás)
- Pohárka Néptáncegyüttes
- Kaskantyúi Futball Sport Egyesület (megyei III-as labdarúgás)
- Római Katolikus Plébánia; 2019. október 14-től a plébániát a Szűz Mária Szent Neve Római Katolikus Plébánia Páhi látja el.
- Csengőd-Páhi-Kaskantyúi Társult Evangélikus Egyházközség
- A református egyháznak nincs gyülekezete Kaskantyún, a reformátusok általában az evangélikus gyülekezetbe járnak.[forrás?]